# バッファロー (パソコン周辺機器)
株式会社バッファロー（英: BUFFALO INC.）は、愛知県名古屋市中区に本社を置く日本のコンピュータ周辺機器メーカー。東証スタンダード市場と名証プレミア市場の上場企業。創業家の資産管理会社でもあるメルコグループの子会社。
本稿では、旧メルコホールディングス（三代目バッファロー）との合併に伴い解散した二代目法人と、存続会社の三代目法人を合わせて記す。

## 概要
パソコン用メモリ・ストレージ・ネットワーク・マウス・キーボードなどを柱とする。 アイ・オー・データ機器（I-O DATA）、エレコムと激しいシェア争いをしている。BCN Award 2009では、関連会社であるバッファローコクヨサプライとしての入賞を含み、外付けハードディスクドライブ・内蔵ハードディスクドライブ・記録型DVDドライブ・カードリーダ（バッファローコクヨサプライ）・拡張インターフェース・USBメモリ・プリントサーバ・LANカード・HUB・ルータ・無線LAN・PCカメラ（バッファローコクヨサプライ）・IP通信関連機器（バッファローコクヨサプライ）の13品目において1位を獲得しトップシェアを持つ。
1975年（昭和50年）創業の音響機器製品専業メーカーに端を発する。2003年（平成15年）10月、株式会社バッファロー（初代）として社名とブランド名を統一。同時に、持株会社として設立したメルコホールディングスの子会社となった。
2025年4月1日、親会社のメルコHDに合併され、二代目法人は解散。法人格は存続会社たるメルコHDに、株式会社バッファロー（三代）として引き継がれた。
玄人志向ブランドで販売されているPC上級者向け製品の中には、バッファローブランドの製品と共通や色違いのパーツを使用している物が少なからず見られるが、こちらの販売元は同グループのCFD販売である。
ドメイン名"melco.co.jp"を現在保有する広告会社のアイプラネットや、同社の所属する三菱電機 （MELCO）グループとの直接の関係はない。

## 沿革
参照：
- 1975年（昭和50年）5月1日 - 音響機器メーカーとして、名古屋市天白区にメルコを創業。
- 1978年（昭和53年）8月5日 - 株式会社メルコとして法人化。第1号の商品はターンテーブルユニット「3533」。
- 1981年（昭和56年）7月 - パソコン周辺機器事業に参入。
- 1986年（昭和61年）7月1日 - 資産管理会社として、有限会社バッファローを設立。メルコの直営販売店事業を、メルショップとして分社化。
- 1986年（昭和61年）10月 - 千代田区に東京営業所（現・東京支店）を設置。
- 1989年（平成元年）12月 - 米国オレゴン州に現地法人として、Buffalo Products, Inc.を設立。
- 1990年（平成2年）9月 - メルコの物流部門を、バッファロー物流として分社化。
- 1991年（平成3年）3月 - 台湾台北市に、台湾連絡事務所を設置。
- 1991年（平成3年）9月 - 大阪市中央区に大阪営業所（現・大阪支店）を設置。
- 1991年（平成3年）10月 - 日本証券業協会に株式を店頭登録。
- 1992年（平成4年）6月 - 台湾連絡事務所を、巴比禄股分有限公司として法人化。
- 1995年（平成7年）1月19日 - 名証第二部市場（証券コード：6913）に株式を上場[6]。
- 1995年（平成7年）8月9日 - 東証第二部市場（証券コード：6913）に株式を上場。
- 1995年（平成7年）12月 - 福岡市博多区に福岡出張所（現・福岡営業所）を、仙台市宮城野区に仙台出張所（現・仙台営業所）をそれぞれ設置。
- 1996年（平成8年）9月2日 - 東京と名古屋の両証券所の各市場第一部銘柄に指定替え[7]。
- 1996年（平成8年）10月 - 近畿システィムサービスの株式50.3%を取得。
- 1998年（平成10年）1月 - TechWorks, Inc.の株式の68.1%を取得[8]。
- 1998年（平成10年）12月 - TeckWorks (UK) Limitedの全株式を取得。TeckWorks (Ireland) Limitedの株式の99.9%を取得。
- 1999年（平成11年）10月 - 有限会社バッファローが、株式会社バッファロー（初代）に改組[9]。
- 2000年（平成12年）2月 - 米国法人として、Buffalo Technology (USA) Inc.を設立。
- 2003年（平成15年）
  - 5月7日 - バッファロー（初代）が、メルコホールディングスに商号を変更[10]。同時に名古屋市中区に本店を移転。
  - 8月 - 札幌市中央区に札幌営業所を設置。
  - 9月25日 - 東京と名古屋の両証券取引所より上場廃止。
  - 10月1日 - 持株会社体制に移行。

1. メルコHDを完全親会社、メルコを完全子会社とする株式交換を実施のうえ、メルコのグループ統括機能をメルコHDに移譲。
2. メルコは事業会社として、株式会社バッファロー（二代）に商号変更。
3. 名古屋市南区に本店を移転。

- 2004年（平成16年）3月 - シー・エフ・デー販売と海外子会社の管理機能を、メルコHDに移譲。
- 2004年（平成16年）12月 - エム・ティー・エスを設立。
- 2007年（平成19年）8月1日 - 同じくメルコHDグループのアーベル[11]がPCサプライ部門を吸収のうえ、バッファローコクヨサプライに商号変更。
- 2010年（平成22年）7月 - 名古屋市中区大須の赤門通ビルに本社を移転。
- 2012年（平成24年）4月1日 - バッファローコクヨサプライを吸収合併[12]。
- 2013年（平成25年）5月 - ネットワークオーディオ向けNAS初代機LS421Dを発売[13]。
- 2016年（平成28年）4月15日 - ハイエンドデジタルオーディオ周辺機器事業を、メルコシンクレッツとして分社化[14]。
- 2017年（平成29年）5月1日 - データ復旧事業に参入[15]。
- 2018年（平成30年）1月1日 - バッファローメモリを吸収合併[16]。
- 2018年（平成30年）2月1日 - バッファローダイレクトを吸収合併[17]。
- 2025年（令和7年）4月1日 - 親会社のメルコHDに吸収され、バッファロー（二代）は解散。存続会社のメルコHDは、株式会社バッファロー（三代）に商号変更[18]。

## 企業情報

### 社名の由来

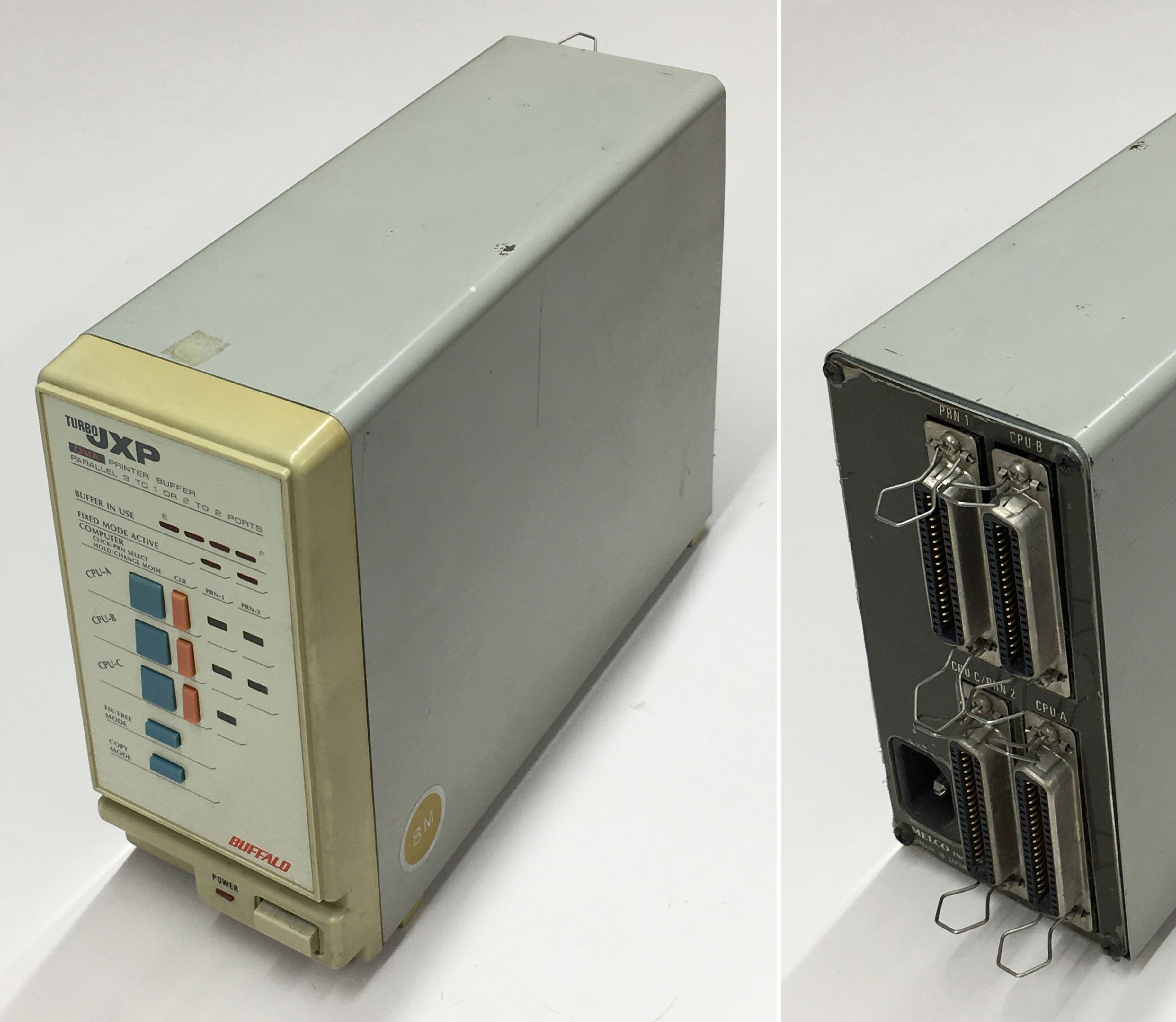
メルコ製プリンタバッファ JXP-8000。フロントパネルの下に「BUFFALO」のロゴが見える。

旧社名は創業者である牧誠にちなみ、「牧技術研究所」の英文頭文字の組み合わせに由来している（Maki Engineering Laboratory COmpany）。なお、"MELCO"、「メルコ」は三菱電機の英文社名に由来する略称（Mitsubishi ELectric COrporation）でもある。このため、ドメイン名"melco.co.jp"は三菱電機が先に取得しており、"melcoinc.co.jp"とした。現在は社名変更に伴い「buffalo.jp」となっている。
現在の社名は、プリンター関連の周辺機器であるプリンタバッファの製品名を公募した際、語呂合わせの良さと力強く走る姿から採用された「バッファロー」に由来する。
メルコの時代の同社製の拡張カードの基板には、ブランド名と製品名が印刷された黒いシートが、部品を覆い隠すように貼り付けられていた。

### コーポレートスローガン
- コーポレートステートメント / コーポレートスローガンの変遷 [20]。
- パソコン、もっと使いやすく: 1987年から2000年。
- インターネット、もっと使いやすく: 2000年から2009年。
- デジタルライフ、もっと快適に: 2009年から2016年。
- つなぐ技術で、あなたに喜びを: 2016年から。

### 事業所・施設
- 本社・中日本支店 - 名古屋市中区大須3-30-20 赤門通ビルに所在。
- 東京支店・関東支店 - 東京都千代田区丸の内1-11-1 パシフィックセンチュリープレイス丸の内に所在。
- 関西支店 - 大阪市淀川区宮原4-1-14 住友生命新大阪北ビルに所在。
- 北海道営業所 - 札幌市中央区南2条東1-1-14 住友生命札幌中央ビルに所在。
- 東北営業所 - 仙台市宮城野区榴岡5-1-35 三共仙台東ビルに所在。
- 埼玉営業所 - さいたま市中央区新都心4-1 FSKビルに所在。
- 北陸営業所 - 石川県金沢市広岡1丁目1-10 駅西ファーストビルに所在。
- 岡山営業所 - 岡山市北区幸町8-29 大樹生命岡山ビルに所在。
- 広島営業所 - 広島市中区橋本町10-10 広島インテスに所在。
- 九州営業所 - 福岡市博多区博多駅前4-9-2 八百治センタービルに所在。

## 主な製品
- 内蔵メモリ
- USBメモリ
- ハードディスク

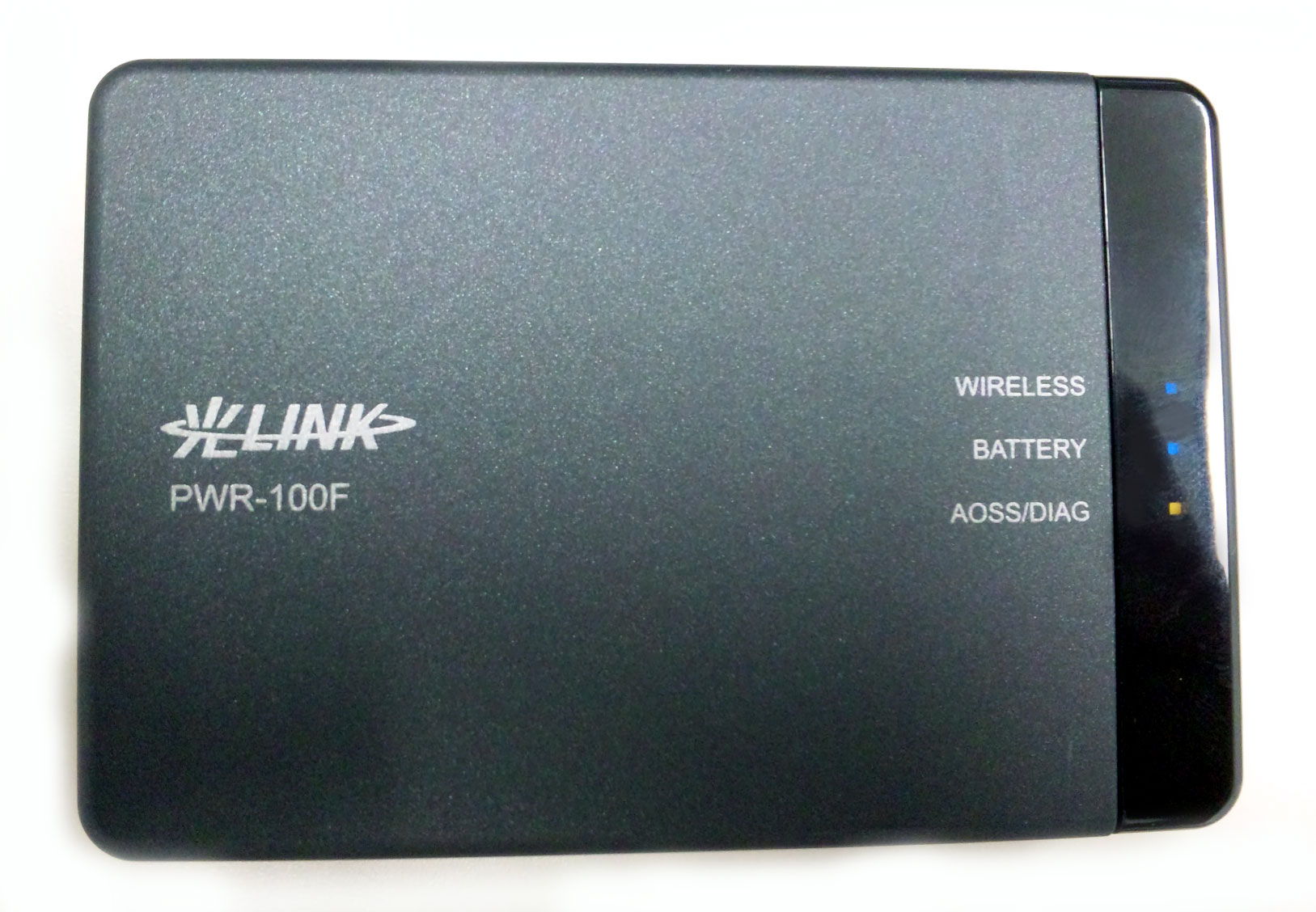
Portable Wi-Fi

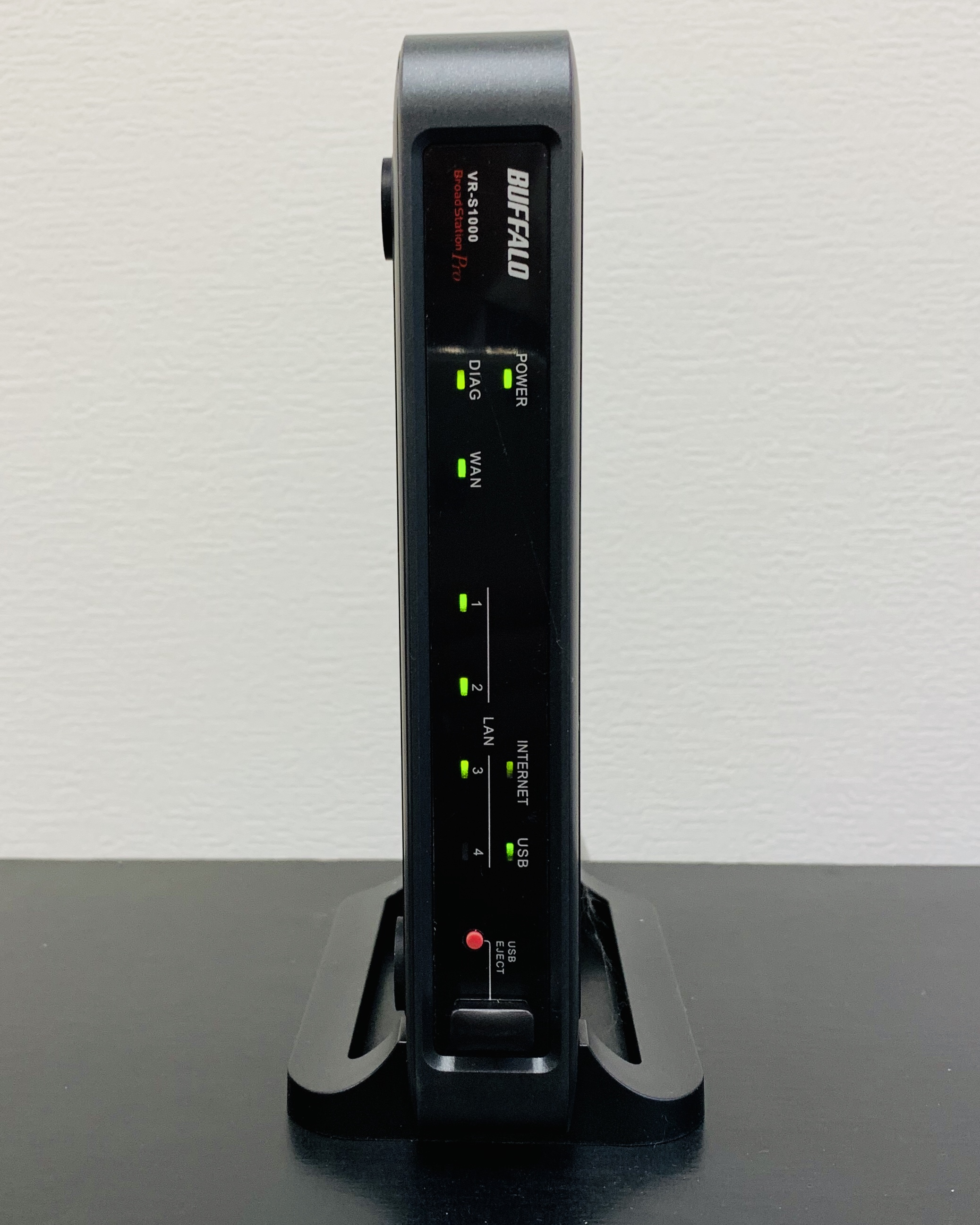
IPSec VPN対応有線ルーター（法人向け）

  - テラステーション TeraStation（RAID機能搭載NAS）
- 無線LAN・有線LAN
  - AirStation
  - Portable Wi-Fi等
  - GP03
  - BF-01D
- DVD・BDドライブ
- ディスプレイ
- 映像関連機器
  - ちょいテレ
  - テレビ・PC用地上（地上波）デジタルチューナー
  - リンクシアター LinkTheater（メディアプレーヤー）
  - nasne（ソニー・インタラクティブエンタテインメントから継承）
- 増設インターフェース
- その他周辺機器
- ハイレゾリューションオーディオ機器（「DELA」のブランドを使用）
  - ブランド名はAu-dela de l' audio numerique（フランス語で「デジタルオーディオの未来」という意味）に由来し、名古屋弁の「でら」ではないとされている。

- 小型店舗・オフィス用監視カメラシステム

## 過去の主な製品

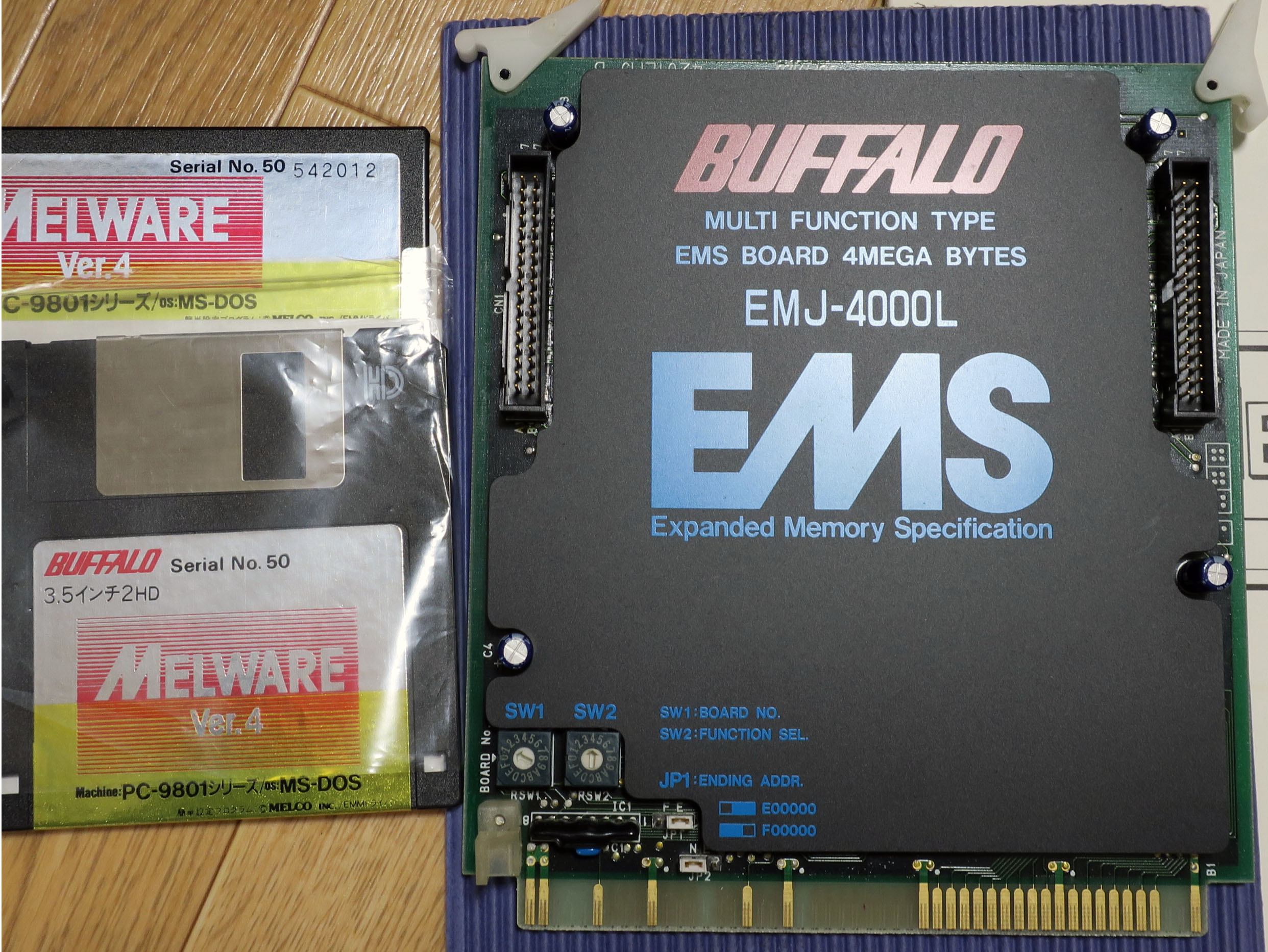
PC-9800シリーズ用EMSメモリボードとMELWARE

- 3533 - アナログレコード用ターンテーブルユニット（糸ドライブ）
- EP-10 - 管球式イコライザープリアンプ（ECC83）
- MPA-10 - 管球式ステレオパワーアンプ（EL34）
- MP-3216 - PC-8001用 PROM ライタ（2716/2532 対応）
- PB-32 / PB-16 - プリンタ内蔵型プリンタバッファ（32KB/16KB）
- LGY-98 - PC-9800シリーズ用10BASE LANアダプタ
- MELWARE - PC-9800シリーズ用EMS/XMSメモリマネージャ
- ハイパーメモリCPU - PC-9800シリーズ用CPUアクセラレータ＋増設メモリユニット
- PC-9800シリーズ用グラフィックアクセラレータ
- MTC-4001 - Socket 5→Socket 7変換ゲタ
- SDATテクノロジー - IDE-SCSI変換HDD